# جرمی کلارکسون: دیداری با همسایه‌ها
جرمی کلارکسون: دیداری با همسایه‌ها (انگلیسی: Jeremy Clarkson: Meets the Neighbours) یک برنامه تلویزیونی با اجرای جرمی کلارکسون بود که در آن، او با یک اتومبیل جگوار تایپ ای ۱۹۶۰، به دور ۶ کشور اروپایی می‌گشت.